# Agente autônomo de investimento
Agente autônomo de investimento é o profissional cuja atividade é a distribuição e a mediação de títulos e valores mobiliários, quotas de fundos de investimentos e derivativos, sempre como preposto e sob a responsabilidade das instituições integrantes do sistema de distribuição de valores mobiliários.
Esta profissão é regida pela IN 497 da CVM.